# Jason va en enfer
Série Vendredi 13
Chapitre VIII : L'Ultime Retour
(1989) Jason X
(2002)
Pour plus de détails, voir Fiche technique et Distribution.
Jason va en enfer ou Le Châtiment de Jason au Québec (Jason Goes to Hell: The Final Friday) est un film d'horreur américain réalisé par Adam Marcus, sorti en 1993. Ce film est le neuvième opus de la saga Vendredi 13.
Jason Voorhees, l'incarnation hideuse du Mal, tombe dans un piège monté par une unité spéciale du FBI qui pense en terminer avec ce tueur invincible en le faisant exploser sous un feu nourri d'armes diverses. Ses restes sont regroupés et emmenés à la morgue sous haute surveillance. Néanmoins, lors de l'examen post-mortem, l'esprit de Jason s'empare du médecin légiste. Possédé par l'ancien résident de Crystal Lake, ledit médecin entreprend une croisade à l'objectif bien particulier...

## Synopsis
L'agent du FBI Elizabeth Marcus, en restant dans une cabane délabrée sur Crystal Lake, attire Jason et le conduit à une clairière dans les bois où il est attaqué et littéralement mis en pièces par un groupe d'intervention gouvernemental. Les agents célèbrent la victoire, mais une personne mystérieuse dans la forêt, le chasseur de primes Creighton Duke (Steven Williams), remet en question ce que le gouvernement a dit : « Alors, ça j'en doute ! », dit-il.
Les restes de Jason sont envoyés à la morgue. Le légiste (Richard Gant) opère l'autopsie et prend des notes diverses, notamment sur le cœur qui a deux fois la taille d'un cœur humain normal. Alors qu'il apporte un scalpel pour disséquer le cœur, celui-ci se met à battre lentement, puis de plus en plus vite. Le légiste est hypnotisé en regardant le cœur et pris de folie, le mange. Il commence alors une série de meurtres vers Crystal Lake. En chemin, il tue les deux gardes de l’hôpital, son collègue ainsi que trois adolescents et enfin un couple. Il apparaît clairement qu'il est possédé par « l'esprit » de Jason.
Ce pseudo-Jason fait son chemin jusqu'à la maison d'une certaine Diana (Erin Gray). Un dénommé Steven (John D. LeMay) ,son ex gendre,tente de la protéger, mais Diana est tuée, et Jason s'échappe. Steven est accusé à tort et arrêté pour l'assassinat de Diana, et se retrouve avec Creighton Duke, lui aussi en prison. Duke révèle qu'il existe un lien entre Diana et Jason, en demandant à Steven de payer de son corps pour les informations le concernant. Il affirme que seuls les membres de la lignée de Jason peuvent vraiment l'éliminer : « C'était un Voorhees en venant au monde. Par un Voorhees il pourra renaître à nouveau. Et seule la main d'un Voorhees pourra le tuer. ». Par conséquent, s'il possède un membre de sa famille, il reviendra à son ancienne forme, et il anéantira de ce fait les dernières personnes représentant un danger pour lui. Les seuls parents de Jason sont sa demi-sœur Diana Kimble, sa fille Jessica, et sa petite-fille Stéphanie.
Steven se rend à la maison des Voorhees afin de trouver des preuves pour convaincre Jessica de son innocence et de l'existence de Jason, mais il tombe à travers des planches pourries. Il voit Robert Campbell, qui sort avec Jessica, qui entre et révèle par un appel téléphonique qu'il a volé le corps de Diana et l'a placé dans la maison pour le dévoiler au cours d'une prochaine enquête et améliorer sa renommée. Jason pénètre à l'intérieur et possède Robert en régurgitant une créature monstrueuse en lui. Puis, laissant son  précédent corps fondre par lui-même, il quitte la maison à la poursuite de Steven. Jessica, qui ne sait pas que son petit-ami est maintenant le tueur mort-vivant, est attaquée par lui afin qu'il puisse renaître à travers elle, mais il est interrompu par Steven, qui réussit à l'arrêter et à embarquer Jessica dans une voiture. Il lui donne des explications au sujet de Jason, mais elle ne le croit pas, le jette hors de la voiture et se rend à la police.
Mais Steven a revêtu un uniforme de police et arrive à la gare pour protéger Jessica en même temps que Jason, et elle se rend maintenant compte qu'il dit la vérité. Dans le chaos qui s'ensuit, ils prennent la fuite. Ils traversent la salle à manger du restaurant où Diana a travaillé et où se trouve leur bébé Stéphanie. Pendant ce temps, Jason arrive et une violente mêlée s'engage, tuant la majorité du personnel, ainsi que les propriétaires du restaurant qui sont aussi une famille, Ward le fils se fait casser le bras par Jason puis projeté contre une porte qui le tue sur le coup, Shelby le père est noyé et ébouillanté dans de l'huile de friture et Joey, la mère et patronne du restaurant reçoit un coup de poing qui lui défonce le visage et la tue sur le coup. Jessica et Steven découvrent une note de Duke leur disant qu'il a le bébé et qu'il demande à Jessica de le rejoindre à la maison des Voorhees, seule. Jessica répond à son appel et se rend à la maison des Voorhees. Duke lui donne un couteau : il s'agit d'un poignard mystique qui peut être utilisé pour tuer Jason de façon permanente. Pendant ce temps, un ami de Steven et officier de police, Randy, est attaqué par Jason au restaurant. De retour à la maison des Voorhees, Duke tombe également à travers le plancher, et Jessica se heurte à deux policiers. Elle tue accidentellement le premier avec le poignard. Le second se révèle être Jason, qui tente de s'emparer de Stéphanie, mais Steven arrive et lui rompt le cou avec une machette. L'ignominieuse créature rampe du cou de Randy, et fait son chemin vers le sous-sol, où le corps de Diana a été mis et s'enfonce en elle par le vagin. Comme Steven, Jessica et Duke se rendent compte de ce qui se passe, Jason sort du plancher avec sa forme initiale.
Alors que Jessica et Steven tentent de récupérer le poignard qui a glissé sous une armoire, Duke retient Jason en menottant son bras à une structure alors qu'il essaie d'attraper Jessica et Stéphanie. Jason s'énerve, brise le dos de Duke dans une étreinte de l'ours et s'apprête à attaquer Jessica ainsi que Stéphanie (le poignard étant tombé dans la cave). Steven, furieux, charge Jason et les deux chutent à travers une vitre qui les amènent dans la cour extérieure. Les deux adversaires se battent dans une violente mêlée au cours de laquelle Jason prend l'avantage à plusieurs reprises en blessant son ennemi, mais Steven tente de se défendre en attaquant Jason avec les outils de la cour. Il attaque Jason en premier en le frappant au thorax avec un râteau. Après que Jason, dans sa colère, ait sérieusement blessé Steven (Jason lui inflige de sérieuses blessures, lui crève l'œil gauche avec son doigt à deux reprises et lui transperce légèrement son cerveau à la deuxième) et alors qu'il s'apprête à l'achever, Jessica saute derrière lui et lui plante le poignard dans l'abdomen. Cela libère les âmes torturées des victimes de Jason. Steven s'énerve et met toutes ses dernières forces en frappant plusieurs fois Jason au masque (qui ne peut se défendre), avant que Jessica ne donne un coup de pied dans le poignard qui s'enfonce entièrement dans le corps de Jason. Une colonne de lumière descend du ciel et entoure Jason, d'énormes mains de terre l'agrippent de toutes parts, l'entraînant droit en Enfer. Jason, fou de rage, lutte et essaie d'entraîner Steven avec lui, mais Jessica le sauve à temps et Jason disparaît dans le sol.
Le lendemain matin, Jessica, accompagnée de Steven, assiste au lever du soleil avec son bébé. Après leur départ, un chien déterre le masque de Jason et s'enfuit. Peu de temps après, le gant griffu de Freddy Krueger sort de terre et agrippe le masque tandis qu'il rit.

## Fiche technique
- Titre original : Jason Goes to Hell: The Final Friday
- Titre français : Jason va en enfer  ou Vendredi 13 : Jason en enfer
- Titre québécois : Le Châtiment de Jason
- Réalisation : Adam Marcus
- Scénario :
  - Jay Huguely et Adam Marcus (histoire)
  - Jay Huguely et Dean Lorey (scénario)
- Musique : Harry Manfredini
- Photographie : Bill Dill
- Montage : David Handman
- Décors : Whitney Brooke Wheeler
- Costumes : Julie Rae Engelsman
- Genre : Horreur
- Production : Sean S. Cunningham
- Société de production : New Line Cinema et Sean S. Cunningham Films
- Pays :  États-Unis
- Format : Couleurs (DeLuxe) - 1,85:1 - Dolby Digital - 35 mm
- Budget : 2,5 millions de $
- Durée : 87 minutes - 91 minutes (Director's cut)
- Dates de sortie :
  - États-Unis : 13 août 1993
  - France : 10 août 1994
- Interdit aux moins de 16 ans lors de sa sortie en France.

## Distribution
Note : Le film fut distribué en France avec son doublage québécois.
- Kane Hodder : Jason Voorhees / Le vigile barbu de la morgue
- John D. LeMay (VQ : Gilbert Lachance) : Steven Freeman
- Kari Keegan (VQ : Linda Roy) : Jessica Kimble
- Steven Williams (VQ : Jean Galtier) : Creighton Duke
- Steven Culp (VQ : Carl Béchard) : Robert Campbell
- Erin Gray (VQ : Claudine Chatel) : Diana Kimble
- Rusty Schwimmer (VQ : Anne Caron) : Joey B
- Richard Gant : Coroner
- Leslie Jordan : Shelby
- Billy Green Bush (en) (VQ : Hubert Fielden) : Shérif Ed Landis
- Kipp Marcus : Officier Randy Parker
- Andrew Bloch : Josh
- Adam Cranner : Ward
- Allison Smith (VQ : Aline Pinsonneault) : Vicki
- Julie Michaels (VQ : Hélène Mondoux) : Agent Elizabeth Marcus
- Michael B. Silver (VQ : Daniel Picard) : Luke
- Michelle Clunie (VQ : Julie Burroughs) : Deborah
- Kathryn Atwood (VQ : Natalie Hamel-Roy) : Alexis

Légende : Version Québécoise = VQ

## Autour du film
- Dans ce volet, Jason n'est physiquement plus là, mais son esprit l'est toujours. Il se réincarne régulièrement dans différentes personnes. Le but étant de "renaître" grâce à l'un des membres de sa famille : Diana, sa demi-sœur, Jessica, sa nièce, ou Stéphanie, sa petite-nièce.
- Comme ses prédécesseurs, ce neuvième volet a été censuré[réf. nécessaire] de ses plans les plus explicites, en particulier lors de la mort d'une femme en plein orgasme dans sa tente de camping. Contrairement aux autres DVD français des opus précédents, le disque français de Jason va en enfer propose ce film dans sa version intégrale non censurée.[réf. nécessaire].
- Fouillant la maison des Voorhees, Steven tombe sur le Necronomicon ou  Le Livre des Morts que l'on peut voir dans Evil Dead.
- À la toute fin du film, on peut apercevoir le gant de Freddy Krueger. Les deux personnages partageront l'affiche 10 ans plus tard, dans le film Freddy contre Jason.

## Accueil et critiques

### Box-office
| Pays                          | Box-office   | Nbre de sem. | Classement TLT | Date  |
| Box-office États-Unis/ Canada | 15.935,068 $ | ? sem.       | 2.438e         | Total |
| Box-office France             | ? entrées    | ? sem.       |                | Total |

## Distinctions

### Nomination
- 2005 : nomination au Golden Satellite Award pour meilleur bonus DVD.